# كريكيون ثنائي الشقوق
كريكيون ثنائي الشقوق (الاسم العلمي:Corycium bifidum) هو نوع من النباتات يتبع جنس الكريكيون من الفصيلة السحلبية.